# Seznam prezidentů Izraele
Tento článek obsahuje seznam prezidentů Prozatímní státní rady a prezidentů Izraele od přijetí deklarace nezávislosti Státu Izrael v roce 1948.

## Prezidenti Prozatímní státní rady (1948–1949)
Deklaraci nezávislosti Státu Izrael vyhlásil 18. května 1948 David Ben Gurion, prezident Světové sionistické organizace a předseda Židovské agentury pro Palestinu.
Chajim Weizmann, prezident Prozatímní státní rady, byl de facto hlavou státu (později byl zvolen oficiálním prezidentem Izraele).
| Prezidenti | Prezidenti | Prezidenti                                    | Prezidenti      | Prezidenti      | Prezidenti                        | Volby (datum) |
| Pořadí     | Obrázek    | Jméno (Datum narození a úmrtí)                | Funkční období  | Funkční období  | Politická strana (v době zvolení) | Volby (datum) |
| ---------- | ---------- | --------------------------------------------- | --------------- | --------------- | --------------------------------- | ------------- |
| 1.         |            | David Ben Gurion דוד בן-גוריון (1886–1973)    | 14. květen 1948 | 16. květen 1948 | Mapaj                             | –             |
| 2.         |            | Chajim Weizmann חיים עזריאל ויצמן (1874–1952) | 16. květen 1948 | 17. únor 1949   | Všeobecní sionisté                | –             |

## Prezidenti Izraele (1949–současnost)
Prezidentem Izraele bylo celkem jedenáct osob, z nichž čtyři vykonávaly funkci dvě po sobě jdoucí funkční období. Jediným prezidentem, který vykonával funkci tři po sobě jdoucí funkční období, byl Jicchak Ben Cvi.
Jedenáctým prezidentem Izraele je od roku 2021 Jicchak Herzog.
| Prezidenti        | Prezidenti        | Prezidenti                                    | Prezidenti        | Prezidenti                         | Prezidenti                                 | Volby (datum)    |
| Pořadí            | Obrázek           | Jméno (Datum narození a úmrtí)                | Funkční období    | Funkční období                     | Politická strana (v době zvolení)          | Volby (datum)    |
| ----------------- | ----------------- | --------------------------------------------- | ----------------- | ---------------------------------- | ------------------------------------------ | ---------------- |
| 1.                |                   | Chajim Weizmann חיים עזריאל ויצמן (1874–1952) | 17. únor 1949     | 25 listopad 1951                   | Všeobecní sionisté                         | 1949 (1. volba)  |
| 25. listopad 1951 | 9. listopad 1952  | Chajim Weizmann חיים עזריאל ויצמן (1874–1952) | 1951 (2. volba)   |                                    | Všeobecní sionisté                         |                  |
| 2.                |                   | Jicchak Ben Cvi יצחק בן צבי (1884–1963)       | 16. prosinec 1952 | 28. říjen 1957                     | Mapaj                                      | 1952 (3. volba)  |
| 28. říjen 1957    | 30. říjen 1962    | Jicchak Ben Cvi יצחק בן צבי (1884–1963)       | 1957 (4. volba)   |                                    | Mapaj                                      |                  |
| 30. říjen 1962    | 23. duben 1963    | Jicchak Ben Cvi יצחק בן צבי (1884–1963)       | 1962 (5. volba)   |                                    | Mapaj                                      |                  |
| 3.                |                   | Zalman Šazar זלמן שז"ר (1889–1974)            | 21. květen 1963   | 26. březen 1968                    | Mapaj                                      | 1963 (6. volba)  |
| 26. březen 1968   | 24. květen 1973   | Zalman Šazar זלמן שז"ר (1889–1974)            | 1968 (7. volba)   |                                    | Mapaj                                      |                  |
| 4.                |                   | Efrajim Kacir אפרים קציר (1916–2009)          | 24. květen 1973   | 29. květen 1978                    | Ma'arach Strana práce                      | 1973 (8. volba)  |
| 5.                |                   | Jicchak Navon יצחק נבון (1921–2015)           | 29. květen 1978   | 5. květen 1983                     | Ma'arach Strana práce                      | 1978 (9. volba)  |
| 6.                |                   | Chajim Herzog חיים הרצוג (1918–1997)          | 5. květen 1983    | 23. únor 1988                      | Ma'arach Strana práce                      | 1983 (10. volba) |
| 23. únor 1988     | 13. květen 1993   | Chajim Herzog חיים הרצוג (1918–1997)          | 1988 (11. volba)  |                                    | Ma'arach Strana práce                      |                  |
| 7.                |                   | Ezer Weizman עזר ויצמן (1924–2005)            | 13. květen 1993   | 4. březen 1998                     | Strana práce                               | 1993 (12. volba) |
| 4. březen 1998    | 13. červenec 2000 | Ezer Weizman עזר ויצמן (1924–2005)            | 1998 (13. volby)  |                                    | Strana práce                               |                  |
| 8.                |                   | Moše Kacav משה קצב (1945–)                    | 1. srpen 2000     | 1. červenec 2007                   | Likud                                      | 2000 (14. volba) |
| 9.                |                   | Šimon Peres שמעון פרס (1923–2016)             | 15. červenec 2007 | 24. červenec 2014                  | Kadima                                     | 2007 (15. volba) |
| 10.               |                   | Re’uven Rivlin ראובן ריבלין (1939–)           | 24. červenec 2014 | 7. červenec 2021                   | Likud                                      | 2014 (16. volba) |
| 11.               |                   | Jicchak Herzog יצחק הרצוג (1960–)             | 7. červenec 2021  | (funkční období končí v roce 2028) | nestraník pro volby (původně Strana práce) | 2021 (17. volba) |

## Hlavní životopisné údaje
| Pořadí | Prezident       | Datum narození     | Datum úmrtí       | Místo narození                      | Místo úmrtí | Místo pohřbení  |
| ------ | --------------- | ------------------ | ----------------- | ----------------------------------- | ----------- | --------------- |
| 1.     | Chajim Weizmann | 27. listopadu 1874 | 9. listopadu 1952 | Motal, Ruské impérium               | Rechovot    | Rechovot        |
| 2.     | Jicchak Ben Cvi | 24. listopadu 1884 | 23. dubna 1963    | Poltava, Ruské impérium             | Jeruzalém   | Har ha-Menuchot |
| 3.     | Zalman Šazar    | 24. listopadu 1889 | 5. října 1974     | Mir, Ruské impérium                 | Jeruzalém   | Herzlova hora   |
| 4.     | Efrajim Kacir   | 16. května 1916    | 30. května 2009   | Kyjev, Ruské impérium               | Rechovot    | Rechovot        |
| 5.     | Jicchak Navon   | 9. dubna 1921      | 7. listopadu 2015 | Jeruzalém, Britský mandát Palestina | Jeruzalém   | Herzlova hora   |
| 6.     | Chajim Herzog   | 17. září 1918      | 1. dubna 1997     | Belfast, Spojené království         | Tel Aviv    | Herzlova hora   |
| 7.     | Ezer Weizman    | 15. června 1924    | 24. dubna 2005    | Tel Aviv, Britský mandát Palestina  | Caesarea    | Or Akiva        |
| 8.     | Moše Kacav      | 5. prosince 1945   |                   | Jazd, Íránský císařský stát         |             |                 |
| 9.     | Šimon Peres     | 2. srpna 1923      | 28. září 2016     | Višněva, Polsko                     | Ramat Gan   | Herzlova hora   |
| 10.    | Re'uven Rivlin  | 9. září 1939       |                   | Jeruzalém, Britský mandát Palestina |             |                 |
| 11.    | Jicchak Herzog  | 22. září 1960      |                   | Tel Aviv, Izrael                    |             |                 |